# Talsperre Rego do Milho
Die Talsperre Rego do Milho (portugiesisch Barragem de Rego do Milho) liegt in der Region Nord Portugals im Distrikt Vila Real. Sie staut den Ribeiro do Milho zu einem Stausee auf. Die Gemeinde Calvão befindet sich ungefähr sechs Kilometer südwestlich der Talsperre.
Die Talsperre wurde 2005 fertiggestellt. Sie dient der Bewässerung. Die Talsperre ist im Besitz von DRATM.

## Absperrbauwerk
Das Absperrbauwerk besteht aus einem Staudamm. Die Dammkrone liegt auf einer Höhe von 457 m über dem Meeresspiegel. Die Länge der Dammkrone beträgt 349 m. Das Volumen des Staudamms umfasst 260.000 m³.
Der Staudamm verfügt sowohl über einen Grundablass als auch über eine Hochwasserentlastung. Über die Hochwasserentlastung können maximal 4 m³/s abgeleitet werden.

## Stausee
Beim normalen Stauziel von 455 m (maximal 455,5 m bei Hochwasser) erstreckt sich der Stausee über eine Fläche von rund 0,184 km² und fasst 1,88 Mio. m³ Wasser.